# Пенн, Уильям
Уи́льям Пенн (англ. William Penn; 14 октября 1644, Лондон — 30 июля 1718, Беркшир) — ключевая фигура в ранней истории английских колоний в Америке, Пенн почитается в США как один из основателей первой столицы страны — Филадельфии («города братской любви»), ставшей историческим центром провинции Пенсильвания. Будучи квакером-пацифистом и проповедником веротерпимости, он основал в качестве «убежища для свободомыслящих европейцев» колонию, которую назвали — Пенсильвания (Лесная страна Пенна). Был одним из первых защитников демократии и свободы вероисповедания. Особо отмечают его участие в составлении мирного договора с коренными жителями Америки — племенем ленапе, исторически заселявшим территорию Пенсильвании.
В 1681 году король Карл II передал часть своих американских земель Уильяму Пенну в счёт долгов короля отцу Пенна. В состав земель, полученных Пенном, входили современная Пенсильвания и Делавэр. Пенн прибыл в Америку в 1682 году и разместился в Нью-Касле. Тогда же состоялось первое общее собрание колонистов, которые признали нового владельца. В этом же году Пенн отправился вверх по реке Делавэр и в 1683 году основал Филадельфию. Однако, правление квакера было нежелательно для голландских, шведских и английских поселенцев, которые занимали земли нынешнего штата Делавэр. Почти сразу же началась борьба за независимость этих территорий, и в 1704 году они достигли своей цели, когда «три нижних графства» Пенсильвании образовали новую полуавтономную колонию — Нижний Делавэр со столицей в Нью-Касле.
С самых первых лет пребывания в Америке Пенн выступал за объединение английских колоний. Демократические принципы, которые он изложил в конституции Пенсильвании (Pennsylvania Frame of Government) послужили основой для Конституции Соединённых Штатов. Будучи пацифистом, Пенн серьёзно относился к проблеме мирного урегулирования конфликтов. Он разработал перспективный проект для Соединённых Штатов Европы, в котором предложил создание Европейской Ассамблеи из депутатов, которые могли бы обсуждать и выносить решения по различным спорам, не прибегая к насилию. Это даёт право считать его первым мыслителем, предложившим создание Европейского парламента.
Человек твёрдых религиозных убеждений, Пенн написал множество произведений, в которых он призывал верующих присоединиться к духу первохристианства. Несколько раз он отбывал заключение в Тауэре, и его книга «Без креста нет короны» (1669), которую он написал, находясь в тюрьме, стала классикой христианской литературы.

## Биография

### Годы молодости
Уильям Пенн родился 14 октября 1644 года в Тауэр-Хилл, в Лондоне в семье английского адмирала сэра Уильяма Пенна и вдовы голландского капитана, дочери богатого купца из Роттердама — Маргарет Джаспер. Уильям Пенн-старший служил во флоте кромвелевской республики во время английской гражданской войны, и в 1652 году в награду за заслуги получил от Оливера Кромвеля богатое поместье в Ирландии. Захват ирландских земель англичанами, а также начало колонизации Ирландии послужили поводом к ирландскому восстанию 1641 года, которое было окончательно подавлено в 1652 году. На момент рождения сына капитану Пенну было двадцать три года. Это был честолюбивый офицер военно-морского флота, отвечавший за подавление ирландского восстания и блокирование ирландских портов. Уильям Пенн-старший был единственным моряком, удостоенным чести быть генералом морского флота.
Уильям Пенн-младший вырос во время правления Оливера Кромвеля, лидера пуританского восстания против короля Карла I. Король был обезглавлен, когда Пенну было пять лет. Отец много времени проводил на службе в море. В 1655 году он был участником экспедиции в Вест-Индию.
В детстве Уильям заболел оспой и потерял все свои волосы (он носил парик до окончания колледжа), что побудило его родителей переехать из пригорода Лондона в поместье в Эссексе. Деревенская жизнь произвела неизгладимое впечатление на молодого Уильяма, он увлёкся садоводством. Соседом Пеннов был знаменитый мемуарист Пипс, который был дружен с адмиралом. Впоследствии дружба сменилась неприязнью. Возможно, это было связано с неудачными ухаживаниями Пипса за женой и дочерью адмирала.
Экспедиция в Вест-Индию провалилась и Пенн-ст. провёл год в заключении в Тауэре, а потом был вынужден поселиться в своём поместье в Ирландии.
Первоначально Пенн получил образование в Чигвеллской грамматической школе, продолжил обучение у частных преподавателей, а затем учился в колледже Крайст-Чёрч, Оксфорд. В то время не было государственных школ, и почти все учебные заведения были тесно связаны с Англиканской церковью. Дети из бедных семей должны были иметь богатого покровителя, чтобы получить образование, как это случилось с сэром Исааком Ньютоном. Обучение Пенна опиралось на классических авторов и не допускало «никаких новинок или тщеславных современных писателей», к которым в числе других принадлежал и Уильям Шекспир. Бег был любимым видом спорта Пенна, и он часто пробегал около трёх миль (5 км) ежедневно — расстояние от дома до школы. Школа придерживалась англиканской традиции — строгость, отсутствие чувства юмора и мрачность — учителя должны были быть столпами добродетели и являться безукоризненным примером для своих подопечных. Позже, став оппозиционером англиканства, Пенн тем не менее был образцом пуританского поведения; он славился своими серьёзными манерами, строгим поведением и отсутствием чувства юмора. Именно в этот период, когда Пенну было около пятнадцати лет, он встретил Томаса Ло, квакера-проповедника, который был оклеветан и католиками, и протестантами. Ло был принят в семье Пеннов, и во время его проповеди о «Внутреннем Свете» молодого Пенна, как он сам вспоминал позже, «посетил Господь и даровал Свою божественную печать».
Спустя год после смерти Кромвеля и возвращения к власти роялистов семья Пеннов вернулась в Англию. Средний класс поддержал роялистов, и адмиралу Пенну была поручена секретная миссия возвращения сосланного принца Чарльза. За своё активное участие в восстановлении монархии адмирал Пенн был посвящён в рыцари и получил высокую должность уполномоченного (комиссара) по делам адмиралтейства и флота Британского королевства и губернатора Кинсейла в Ирландии.

### Учёба в Оксфорде
В 1660 г. Пенн-младший приехал в Оксфорд и зарегистрировался как «джентльмен-стипендиат с назначенным слугой». Костяк студентов представлял собой гремучую смесь из сорвиголов «рыцарей» (аристократические англикане), целомудренных пуритан и квакеров-нонконформистов. Политика правительства, направленная против религиозных меньшинств, давала возможность «рыцарям» притеснять сектантов. Благодаря высокому положению своего отца и социальному статусу, молодой Пенн принадлежал к «рыцарям», но его симпатии были на стороне притесняемых квакеров. Для того, чтобы избежать конфликта, он отошёл от схватки и стал ученым-затворником. Именно в это время Пенн развивал свою индивидуальность и философию жизни. Он обнаружил, что не симпатизирует боевому пылу своего отца, но ему так же был чужд общественно-ориентированный взгляд матери. «У меня не было родственников, склонных к столь уединённому и духовному образу жизни. Я был ребёнком-одиночкой. Ребёнком, склонным к размышлениям, чувствующим божественное присутствие».
В мае 1660 г. Пенн вернулся домой, чтобы принять участие в церемонии восстановления короля, обставленной с необычайной пышностью, и был почётным гостем вместе со своим отцом, который получил королевское признание за заслуги перед короной. В то время адмирал имел большие надежды, что сын сделает блестящую карьеру при дворе. Вернувшись в Оксфорд, Пенн задумался о медицинской карьере и прослушал курс анатомии.
Когда теолог Джон Оуэн был уволен из деканов, Пенн и другие заинтересованные студенты встали на его сторону и продолжили посещать семинары в доме декана, где интеллектуальные дискуссии затрагивали все аспекты нового мышления. Пенн освоил ценные навыки формирования идей в рамках теории, освоение теории через аргументированное обсуждение и тестирование теорий в реальном мире. Кроме того он столкнулся с первой моральной дилеммой. После того, как Оуэн снова подвергся порицанию уже после увольнения, студенты находились под угрозой наказания за связь с ним. Тем не менее Пенн продолжал поддерживать декана, и уже в 1661 г. получил штраф и выговор от университета. Вместе с радикально настроенными студентами-пуританами Пенн отказывался носить стихарь во время занятий, а также отказывался посещать церковь и учить молитвы, объявляя их чересчур «папистскими» (католическими).
Адмирал пришёл в отчаяние, но уговоры и угрозы не возымели никакого эффекта, отец и сын отказывались понимать друг друга. Отец, в ярости набросился на молодого Пенна с палкой и выставил его из дома. Только стараниями матери в семье восстановился мир, и сын смог вернуться домой, но и мать вскоре пришла к выводу, что её социальное положение и карьера мужа находятся под угрозой из-за поведения Уильяма. Поэтому в возрасте 18 лет молодой Пенн был отправлен в Париж, чтобы улучшить манеры и, возможно, под влиянием другой культуры изменить свои религиозные взгляды.

### В Париже
В Париже при дворе молодого Людовика XIV Пенн нашёл, что французские манеры гораздо более изощрённые, чем грубые манеры его соотечественников. Однако экстравагантная демонстрация богатства и привилегий не нравились ему. Хотя он был впечатлён Нотр-Дамом и католическим ритуалом, все же он чувствовал себя неуютно среди пышности французского двора. Вместо этого он искал духовного водительства у французского протестантского теолога Моиза Амиро, который пригласил Пенна в Сомюр, где тот оставался в течение года. Христианский догматик и гуманист говорил о толерантности, о своём взгляде на религию, чем заинтересовал Пенна, который позже заявил: «У меня никогда не было какой-либо другой религии в моей жизни, кроме своих чувств». Объединив религиозный взгляд своего наставника со свободой воли, Пенн почувствовал себя свободным от пуританского чувства вины и необходимости жёстких убеждений, что вдохновило его на поиск собственного религиозного пути.
Во Франции Пенн изучает труды первых христианских богословов, читает Аристотеля, греческих философов-стоиков, Блаженного Августина.

### Англия и Ирландия
По возвращении в Англию после двух лет, проведённых за границей, Пенн предстал перед своим родителями как зрелый, элегантный, хорошо воспитанный, «модный» джентльмен, хотя Пипс отметил в молодом Пенне «французскую суетность». Пенн приобрёл вкус к хорошей одежде, оставшийся на всю жизнь, и впоследствии всегда уделял костюму больше внимания, чем большинство квакеров. Адмирал надеялся, что его сын обрёл здравый смысл и амбиции, необходимые для достижения успеха при дворе.
Молодой Пенн поступил в юридическую школу Линкольн-Инн, но вскоре его занятия были прерваны из-за войны с голландцами. Молодой Пенн решил последовать за отцом, он был принят на службу в качестве эмиссара между отцом и королём. Беспокоясь о своём отце, участвовавшем в сражении, он писал: «Я никогда не знал, что представлял собой мой отец, пока не обрёл достаточно мудрости, чтобы оценить его по достоинству… Я молю Бога… чтобы Вы оказались в безопасности». Адмирал вернулся домой с победой, но Лондон был в тисках чумы 1665 г. Чума помешала Пенну-младшему окончить юридический колледж, он был вынужден удалиться в семейное поместье в Ирландии.
Будучи в Лондоне, молодой Пенн наблюдает страдания и смерть, по-новому осмысливает их, думает о поведении людей во время эпидемии. Тогда он писал, что бич «дал мне глубокое чувство тщетности этого мира и нерелигиозности религий в нём». Он видел как полиция задерживает квакеров и обвиняет их в распространении чумы, объясняя это милосердием.
Отец вскоре заболел подагрой, и в 1666 г. молодой Пенн взял на себя управление семейными землевладениями. В то время он стал солдатом и участвовал в подавлении местного восстания ирландцев. На портрете того времени он полон гордости, это наиболее достоверный его портрет, юноша изображён в рыцарских доспехах. Его первый опыт войны натолкнул его на идею сделать военную карьеру, но лихорадка битвы вскоре исчезала, да и отец начал отговаривать его: «Я ничего не могу сказать, но советую быть трезвым… Хотел бы, чтобы твои юношеские желания не опережали благоразумие».
В то время как Пенн был в Ирландии, Великий пожар 1666 г. похозяйничал в центре Лондона. Как и в случае чумы, семья Пенна избежала опасности.

### Квакерство
Во время правления короля Карла II были ужесточены ограничения в отношении религиозных сект. Все конфессии кроме англиканской церкви подвергались гонениям вплоть до тюремного заключения или депортации. «Закон пяти миль» запрещал инакомыслящим учителям и проповедникам появляться в городских кварталах ближе этого расстояния. Начались гонения на квакеров, их собрания были признаны преступными.
Несмотря на реальную опасность наказания, Пенн начал посещать собрания квакеров графства Корк. Возможность снова повстречаться с Томасом Ло только подкрепляла интерес Пенна. Вскоре Пенн был арестован за участие в собраниях квакеров. Вместо того, чтобы утверждать, что он не квакер и тем самым избежать обвинений, Пенн публично объявил себя членом Общества Друзей (официальное название квакеров), ему было тогда 22 года. В довершение дела Пенн заявил, что квакеры не имеют политической повестки дня (в отличие от пуритан) и не обязаны подчиняться законам, которые ограничивают политические действия религиозных меньшинств и других групп.
В 1665 г. Пенн попадает в тюрьму, но благодаря влиятельному положению семьи вскоре обретает свободу. После освобождения состоялся тяжёлый разговор Пенна с отцом.
Адмирал был сильно огорчён поступком сына и воспринял квакерство как личное оскорбление. Подавив злость, адмирал старался урезонить сына, но все было безрезультатно. Пенн-старший опасался не только за своё положение в обществе, но и за то, что сын вступит в опасное противостояние с короной. В конце концов, он понял, что сын настроен решительнее, чем когда-либо, и адмиралу не осталось выбора, кроме как в очередной раз выгнать сына из дома и лишить наследства.
Оказавшись на улице, Пенн нашёл пристанище в семье квакеров — строгой христианской секты. Основателем её был сын ткача Джордж Фокс. Квакеры носили простое, скромное платье, отказывались носить военные атрибуты. Они отказывались снимать шляпу в присутствии высокопоставленных вельмож, а также приносить любые клятвы, в том числе и присягу королю, считая всех людей равными перед Богом, что прямо противоречило идеям абсолютной монархии, считавшей монарха помазанником Божьим. Из-за своих принципов и отказа от уплаты десятины квакеры считались еретиками. Основная церемония квакерства — групповая молчаливая молитва в доме собраний. У квакеров не было ритуалов, профессионального духовенства, квакеры отрицали понятие первородного греха. Они верили, что Бог обращается к каждому человеку напрямую. Пенн нашёл все эти постулаты подходящими, чтобы пребывать в мире со своей совестью и рассудком, не взирая на то, что став квакером, он уже не мог занимать ни одной официальной должности.
Пенн стал близким другом Джорджа Фокса, основателя квакерского движения. Во времена бурного правления Кромвеля родилось множество религиозных сект, помимо квакеров это были сикеры, рантеры, антиномийцы, баптисты седьмого дня, адамиты, диггеры, левеллеры, анабаптисты, магглтонианцы и др. После смерти Оливера Кромвеля и реставрации монархии началось жестокое преследования всех религиозных групп, кроме англиканства. Фокс рисковал своей жизнью, странствуя из города в город и привлекая на свою сторону единомышленников, которые так же полагали, что «Бог, сотворивший мир, не живёт в рукотворных храмах». Отвергая власть церкви над прихожанами, Фокс не только поддержал Реформацию, но и помог утвердить самый важный принцип современной политической истории — права человека, на которых основаны современные демократические государства. Пенн часто путешествовал с Фоксом по Европе и Англии. Он также составил всестороннее, подробное объяснение квакерства, руководствуясь проповедями Фокса. Оно послужило предисловием к автобиографическим запискам («Дневнику») Джорджа Фокса. В действительности Пенн стал первым богословом, теоретиком и юридическим защитником квакерства. Он провёл ценнейшее исследование религиозных воззрений квакеров и систематизировал их.

### Пенн в Ирландии (1669—1670 гг.)
В 1669 г. Пенн снова отправился в Ирландию, чтобы заняться делами в земельных владениях отца. Там он встретился с ведущими семействами квакеров. Он стал большим другом Уильяма Морриса — лидера квакеров в Корке, был частым гостем в имении Морриса — замке Салем близ Росскарбери.
В 1670 г. Пенн занялся делами британского военно-морского флота, что позволило ему сблизиться с герцогом Йоркским — будущим королём Яковом II. В те годы тот занимал пост лорда-верховного адмирала Англии. Взгляды молодых людей на религию и монархию были во многом схожими, хотя герцог был католиком.

### Пенн в Германии и Нидерландах (1677 г.)
В 1677 г. Пенн вместе с группой квакеров совершил поездку по Нидерландам и Германии. Своими проповедями он привлёк на свою сторону большое количество единомышленников, которые впоследствии поселились в Пенсильвании и получили название «пенсильванских голландцев». Пенсильвания также стала домом для многих беженцев из лютеранских католических провинций (например, Зальцбурга), а также для немецких католиков, которые тоже подвергались дискриминации в своей родной стране. Во время путешествия Пенн наладил контакты с видными политическими и религиозными деятелями Европы, в частности, курфюрстом Пфальца Карлом I Людвигом и польским королём Яном III Собесским. Вернувшись на родину, Пенн познакомился с философом Джоном Локком, что сыграло огромную роль в жизни Пенна.

### Памфлеты и аресты
Первый из многочисленных памфлетов Пенна носил название «Истинно благородным: принцам, священникам и людям» (Truth Exalted: To Princes, Priests and People, 1668). Это была критика всех религиозных групп, за исключением квакеров, которых Пенн почитал как единственную истинную христианскую общину из всех существующих в то время в Англии. В памфлете он называет католическую церковь «вавилонской блудницей», бросает вызов Англиканской церкви, и называет пуритан «лицемерами и гуляками в Боге». Также Пенн подверг критике всех «лжепророков, ханжей и противников христианского совершенства». Пипс назвал памфлет «смешной бессмысленной книгой», которую ему было «стыдно читать».
В 1668 г. Пенн снова был заключён в лондонский Тауэр после написания трактата под названием «Потрясение основ, воздвигнутых на песке» (The Sandy Foundation Shaken). Епископ лондонский распорядился, чтобы Пенна не выпускали до тех пор, пока он публично не откажется от своих письменных заявлений. Официально Пенна обвинили в издании без лицензии, но реальным преступлением являлось богохульство, как было написано в мандате короля Карла II. Пенн был помещён в одиночную неотапливаемую камеру, и ему грозило пожизненное заключение. В трактате Пенн выступает в частности против того, что «один Бог существует в трёх отдельных и разных лицах». Это давало право обвинить его в отрицании Святой Троицы. Пенн оправдывает свою позицию и опровергает обвинения в свой адрес в памфлете «Невинность с её открытым лицом…»
Позже Пенн говорил, что его слова были «злонамеренно инсинуированы» хулителями, которые хотели очернить квакеров. Позже он заявил, что действительно отрицал католические интерпретации по этой богословской теме, а также выступал против использования небиблейских понятий (слова «Троица» нет в Библии). В 1668 г. в письме к настроенному антиквакерски министру Джонатану Клэпхему Пенн писал: «Читатель, ты не должен, исходя из моих сомнений, делать вывод, что мы отвергаем (как нас ложно обвиняют) ту великую Троицу, что свидетельствует на небе — Отца, Слово и Дух; ту безграничность, вечность и божественность Иисуса Христа; так как мы знаем о могуществе Божьем».
Решив доверить бумаге свои идеи, Пенн написал ещё один трактат, «Без креста нет короны: трактат, раскрывающий характер и дисциплину Святого Креста Христова, и что самоотречение и ежедневное слушание Креста Христова, это единственный путь к покою и Царству Божьему». В ней Пенн призвал верующих придерживаться духа первохристианства. Пенн утверждал, что тот удостоится уважения людей и попадёт в Царство Божие, кто пройдёт через страдания и отречётся от себя. Эта работа замечательна своим историческим анализом, в ней Пенн процитировал 68 авторов, находясь в то время в заключении, цитаты он воспроизводил по памяти, так как не имел под рукой книг.
Пенн просил об аудиенции с королём. Король не удостоил его этой чести, зато предоставил возможность поговорить с одним из королевских капелланов. На переговорах Пенн смело заявил: «Моя тюрьма станет моей могилой прежде, чем я отрекусь хотя бы от йоты, потому что свою совесть я не отдам ни одному смертному». Через восемь месяцев заключения Пенн был наконец освобождён.
После освобождения Пенн не только не продемонстрировал никакого раскаяния, но и пообещал продолжать борьбу против несправедливости Церкви и короля. Со своей стороны правящая верхушка продолжала изымать у квакеров имущество и тысячи квакеров оказались в тюрьме.
С тех пор как Пенн стал квакером, он навсегда отдалился от английского высшего общества, был отлучён от Англиканской церкви, изгнан из Оксфорда за религиозные убеждения и был несколько раз подвергнут суду и аресту.
Самым известным был суд 1670 г. над У. Пенном и другим квакером Уильямом Мидом. Пенн был обвинён в проповедовании на улице. Он намеренно спровоцировал арест, чтобы проверить правомерность «Акта о сектантских молельнях» 1664 г. В 1670 г. было запрещено собираться «в религиозных целях не по правилам англиканской церкви более пяти человек в дополнение к членам семьи». Пенн просил предоставить ему копию обвинения, желая доказать нарушение закона, но судья Томас Хауэл отказал ему, хотя это право было гарантировано законом. Кроме того, судья удалил присяжных для принятия решения без выступления защитника. Пенн описал этот судебный процесс в работе «Восстановление древних и справедливых народных свобод».
Присяжные признали Пенна и Мида «виновным в разговорах на Грейсчерч-стрит», но отказались добавить «в незаконном собрании». Разъярённый судья заявил присяжным, что они «не будут отпущены, пока не вынесут вердикт, нужный суду». Присяжные изменили формулировку на «виновны в выступлении на собрании на Грейсчерч-стрит», после чего судья запер присяжных на ночь без пищи, воды и тепла. Пенн протестовал против этого решения судьи, но тот приказал связать его и заткнуть рот. Наконец, после двухдневной вынужденной голодовки, присяжные вернулись без обвинительного приговора. Судья оштрафовал присяжных за неуважение к суду и за возврат вердикта без нужного ему приговора. Он запер их в тюрьму до оплаты штрафа. Пенн возразил и был принудительно удалён из суда. Таким образом, и Пенн и присяжные вместе отправились в Ньюгейтскую тюрьму.
Присяжные продолжили борьбу уже сидя в тюрьме, один из присяжных — Эдвард Бушель отказался платить штраф. Дело получило название «Дело Бушеля» — тогда было принято знаменитое английское решение о роли присяжных заседателей и их свободы от контроля судей. По решению главного судьи Джона Вогана присяжные не могли быть обвинены в неугодном приговоре, однако каждый из присяжных мог обвиняться в неправильном решении, если были доказательства его нечестности. Это было важнейшее событие в судебном праве, которое сформировало концепцию суда присяжных, а также давало шанс освобождения тех, кто был незаконно задержан.
Отец Пенна умирал, и Уильям хотел увидиться с ним. Несмотря на это, он просил отца, не платить штраф за его освобождение: «Я умоляю тебя не покупать мою свободу», — писал он отцу. Тем не менее адмирал заплатил штраф за возможность в последний раз увидеть сына.
Отец и сын помирились. В конце концов старик начал уважать сына за честность и мужество; в одном из последних разговоров он сказал: «Пусть ничто в этом мире не даст тебе повода пойти против твоей совести». Адмирал знал, что после его смерти молодой Пенн станет более уязвим в своей борьбе за справедливость. Адмирал составил завещание, которое не только обеспечивало защиту сына, но и создавало условия для получения Пенсильвании. Кроме того адмирал написал письмо наследнику престола герцогу Йоркскому.
Уважая заслуги адмирала перед Короной, король и герцог Йоркский обещали защитить молодого Пенна и сделать его королевским советником.
Пенн вступил в права наследства и обрёл большое состояние, но продолжал проповедовать и через шесть месяцев снова оказался в тюрьме. Освободившись в апреле 1672 г., он женился на Гулиельме (Джулии Марии) Спрингетт, с которой был обручён за четыре года до этого. Пенн перестал путешествовать, чтобы быть ближе к дому, но продолжал писать трактаты, призывающие к веротерпимости и выступающие против дискриминационных законов. Общество квакеров разделилось на тех, кому нравились аналитические формулировки Пенна и других — предпочитающих простые наставления Фокса. Но важнейшей проблемой оставались преследования квакеров, и это обстоятельство подтолкнуло Пенна возобновить миссионерскую работу в Голландии и Германии.

### Основание Пенсильвании
Положение квакеров в Англии все время ухудшалось. В 1660-е гг. квакеры подверглись жестоким репрессиям. Из 40 тыс. квакеров Англии и Уэльса 15 тыс. оказалось в тюрьме, более 450 квакеров погибли от пыток и избиений. Тем не менее численность Общества Друзей постоянно росла и к 1680-м гг. составляла более 80 тыс. Многие квакеры переезжали в Сев. Америку, но и там пуритане были столь же враждебно настроены по отношению к квакерам, как и англикане в Англии. Некоторые квакеры за свои религиозные убеждения были сосланы на острова Карибского моря. Такое положение дел не могло не тревожить Уильяма Пенна, и он решил обратиться непосредственно к королю и герцогу Йоркскому. Пенн предложил решение, которое позволило бы решить дилемму. Речь шла о массовой эмиграции английских квакеров. В 1677 г. группа уважаемых квакеров, в том числе У. Пенн, приобрела колониальную провинцию Западный Джерси (половина нынешнего штата Нью-Джерси). В том же году двести переселенцев из Хартфордшира и Багингемшира прибыли в Северную Америку и основали город Берлингтон. Сам Джордж Фокс совершил поездку в Америку, чтобы проверить возможность дальнейшего расширения поселений квакеров. В 1682 г. Восточный Джерси также был куплен квакерами. Опыт Нью-Джерси стал основой для идеи «святого эксперимента», создания «Нового Ханаана» в Америке, колонии, принадлежащей квакерам. С точкой опоры в Нью-Джерси, Пенн получил возможность расширить квакерские земли.
Ещё в 1667 г. адмирал У. Пенн пожертвовал 16 тыс. фунтов стерлингов на нужды королевского флота. Король Карл II обещал вернуть эти деньги, но адмирал умер, так и не получив обещанного. В мае 1680 г. Пенн-младший через своих знакомых, придворных просит короля вернуть долг его семье не деньгами, а американскими землями. Это бы решило проблему переселения квакеров, а также могло стать экономически выгодной сделкой для английской короны. В мае-июне 1680 г. королевские чиновники рассмотрели петицию Пенна. К удивлению Пенна и независимо от личных симпатий или политической целесообразности, король предоставил чрезвычайно щедрое предложение, которое сделало Пенна крупнейшим в мире частным землевладельцем территории более чем 45 000 квадратных миль (120 000 кв. км.)
Пенн стал единственным владельцем огромного участка земли к западу от Нью-Джерси и севернее нынешнего штата Мэриленд (который принадлежал лорду Балтимору), и получил в суверенное правление территорию со всеми правами и привилегиями (кроме права объявлять войну). Земля Пенсильвании принадлежала Герцогу Йоркскому, который сохранил Нью-Йорк и область вокруг Нью-Касла и восточной части полуострова Делмарва. В свою очередь одна пятая часть всего золота и серебра, добываемая в провинции (практически их не было) должна перечисляться королю. Таким образом Корона освобождалась от долга адмиралу У. Пенну.
4 марта 1681 г. король подписал «Хартию», и на следующий день Пенн ликующе писал: «Это ясно и просто. Сам Господь… даровал мне (колонию), чтобы сделать её семенем (Богоизбранного) народа».
Пенн сначала назвал полученные земли «Новый Уэльс», так как собирался отдать эти земли квакерам из Уэльса и прилегающих к нему графств, затем «Сильвания» (Sylvania — лат. «леса» или «лес»), но король Карл II изменил название на «Пенсильвания» в честь старшего Уильяма Пенна.
В письме Р. Тернеру от 5 марта 1681 г. Пенн пишет: «Я выбрал название Новый Уэльс, ибо это такая же холмистая страна, а слово „Пенн“ является началом многих валлийских слов… А (государственный) секретарь, сам валлиец (Л. Дженкинс), отказался давать (колонии) название Новый Уэльс, и окрестил её Сильванией, добавив слово Пенн. Я бы мог подкупить… клерков, чтобы они оставили прежнее название, но побоялся, что это будет… рассматриваться как проявление моего тщеславия».
Затем новый землевладелец отправился в Америку, и провёл переговоры с индейским племенем ленапе о первом обследовании земель Пенсильвании. По составленному договору Пенн выкупал у племени свои же земли, дарованные королём. 15 июля 1682 г. Пенн купил первый участок земли под белым дубом в лесу Грейстоунз. Им был разработан проект устава свобод для урегулирования отношений; это была своего рода политическая утопия, где были гарантированы свободный и справедливый суд присяжных, свобода вероисповедания, свобода от неправедных тюремных заключений и свободные выборы.
Проявив себя как влиятельный учёный и теоретик, Пенн теперь должен был продемонстрировать свои способности владельца недвижимости, градостроителя, и губернатора своего «святого эксперимента» — провинции Пенсильвания. Помимо достижения своих религиозных целей Пенн надеялся, что штат Пенсильвания станет прибыльным предприятием для него самого и его семьи. Но он заявил, что не будет использовать дешёвый труд туземцев или эмигрантов: «Я бы не стал злоупотреблять Его любовью, и действовать недостойно Его провидения, и так осквернять то, что пришло ко мне в чистоте».
За шесть месяцев Пенн поделил 300000 акров (1200 кв. км.) земли на более чем 250 участков для потенциальных поселенцев, в основном богатых лондонских квакеров.
Хотя серьёзное преследование квакеров и вынуждало их покидать Англию, однако на опасное путешествие в Новый Свет соглашались далеко не многие. Отношение к выезду Друзей из Англии, в частности в Америку, было среди единоверцев достаточно противоречивым: эмиграция рассматривалась порой как бегство, даже как предательство мученического идеала первохристианства.
Для того, чтобы привлечь больше поселенцев, Пенн написал восторженный проспект, продуманный, искренний и хорошо проработанный. В нём он обещал поселенцам гражданскую свободу и свободу вероисповедания, а также материальное преимущество.
В конце концов Пенн решил привлечь на свою землю представителей и других преследуемых меньшинств, включая гугенотов, меннонитов, амишей, католиков, лютеран и евреев из Англии, Франции, Голландии, Германии, Швеции, Финляндии, Ирландии и Уэльса. Проспект перевели на несколько языков и распространяли по всей Европе.
На своей земле Пенн намеревался заложить правовую основу этического общества, в котором власть исходит от народа, от «открытой разумности», во многом схожего с принципами проведения квакерских деловых собраний. Примечательно, что Пенн считает важным ограничение своей власти, как владельца земли, чтобы ни у него, ни у его наследников «не было полномочий для свершения неправых поступков, чтобы воля одного человека не могла создать угрозу благосостояния целой страны». Новое правительство будет иметь две палаты, гарантировать права частной собственности и свободного предпринимательства, и разумное налогообложение. Смертная казнь назначалась только за два преступления: измену и убийство, а не за две сотни преступлений, как это было в английском праве. В любом случае виновник должен был бы предстать перед судом присяжных. Тюрьмы должны быть устроены по-новому, исправлять выполнением работ в «мастерских», а не через адские наказания. Нормы общественного поведения были довольно пуританскими: запрещались ругань, ложь и пьянство, а также «холостяцкие увеселения», такие как театр, азартные игры, пирушки, маскарады, петушиные бои и травля медведей.
Все это радикально расходилось с законами европейских монархов и элиты. Пенн создал более двадцати проектов своих «Основ правительства», конституции Пенсильвании. Он заимствовал идеи Джона Локка, который имел подобное же влияние на Томаса Джефферсона, но добавил свою собственную революционную идею — использование поправок — Пенн закрепил письменную основу, которая может развиваться в соответствии с требованиями меняющегося времени. Он заявил, что «правительства, как часы, идут от движения людей». Пенн надеялся, что исправленная в будущем конституция вместит в себя инакомыслие и новые идеи, а также надеялся, что социальные изменения будут вноситься в текст, и это позволит избежать восстаний и революций. Примечательно, что хотя Корона и могла отменять любой закон, принятый в колониях, но умелое, хитрое управление Пенна не провоцировало правительство Англии вторгаться в дела Пенсильвании. Несмотря на критику со стороны некоторых друзей-квакеров, что Пенн вознёсся над ними, заняв властную позицию, и врагов, которые считали его мошенником и «худшим злодеем на земле», Пенн был готов начать «святой эксперимент». Прощаясь с женой и детьми, он просил их «избегать гордости, алчности и роскоши».

### Возвращение в Англию
В 1684 г. Пенн вернулся в Англию, чтобы повидаться с семьёй и попытаться решить территориальный спор с лордом Балтимором. Пенн часто не обращал внимание на детали и не поинтересовался, где проходит 40-й градус широты (документально подтверждённая южная граница его земель). После того, как он послал письма нескольким помещикам в Мэриленде, сообщающие, что их владения находятся в Пенсильвании, и они не должны платить налоги лорду Балтимору, возник имущественный спор между двумя собственниками. Это привело к восьмидесятилетней тяжбе между семьями Пенна и лорда Балтимора. Спор был решён лишь в 1763—1767 гг., когда была проведена линия Мэйсона-Диксона.
С тех пор как Пенн покинул Англию, политическая ситуация сильно изменились к худшему. К своему ужасу он обнаружил тюрьмы, полные квакеров, в Бридеуелле и Ньюгейте. Внутренние политические конфликты угрожали уставу Пенсильвании. Пенн забрал свои труды из издательств со словами: «Времена слишком грубы для печати».
В 1685 г. король Карл II умер, и герцог Йоркский был коронован как Яков II. Новый король разрешил пограничный спор в пользу Пенна. Король Яков был последним монархом католического вероисповедания, который правил Англией, Шотландией и Ирландией. Парламент был протестантским, а король Яков — упрямым и негибким правителем, что порождало массу трудностей. Биографы Пенна пишут, что он оказывал огромное влияние на короля, и во многом был инициатором решений, которые принимал Яков II. Пенн поддержал (а возможно и сам был составителем) «Декларации веротерпимости», согласно которой король предоставлял свободу вероисповедания для квакеров и представителей других конфессий. Тогда Пенн отправился в «проповеднический тур по Англии, дабы известить о милости короля». На Лондонском годовом собрании квакеров в июне 1688 г. Пенн пытался уговорить квакеров создать «совещательный комитет для рассмотрения возможных предложений квакерам государственных должностей» от Якова II. Но инициатива была отвергнута Джорджем Фоксом, который заявил, что было бы «небезопасно решать такие вещи на годовом собрании». Пенн вёл пропагандистскую деятельность при подготовке к выборам в парламент, он отправил письмо другу в Хентингтон с просьбой найти людей, которым можно доверить работу по продвижению идей свободы совести, выдвигаемых королём.
Однако правление Якова II продлилось недолго. В 1688 г. он был изгнан из страны, а королём стал Вильгельм Оранский, женатый на Марии II Стюарт. Пенн не поддержал нового монарха, принёсшего в страну войну и хаос, и вновь попал в тюрьму за близость к бывшему королю.
В 1693 г. король Вильгельм III дарует Пенну свободу. Однако имущество Пенна было частично конфисковано. В Англии вновь начинаются гонения на неангликан.
В 1694 г. умирает жена Пенна, и в 1696 г. он снова женится, на Ханне Гэллоухилл. В 1697 г. Пенн предлагает Государственному совету Англии план объединения Американских колоний.
В начале 1698 г. произошла встреча Уильяма Пенна с русским царём Петром I. Пётр заинтересовался учением квакеров, и Пенн отправляет ему письмо с изложением квакерского учения. Его встреча с русским царем считается первым документально подтвержденным личным контактом известных исторических личностей России и США.
Пенн столкнулся с ещё одной серьёзной имущественной проблемой. Из-за пренебрежения к административным деталям он не обращал внимания на мошенничество своего управляющего — квакера Филиппа Форда, который присвоил значительные суммы, получаемые из поместья Пенна. Форд пользовался привычкой Пенна подписывать бумаги, не читая их. Один такой документ оказался актом передачи Пенсильвании в собственность Форду, который потребовал с Пенна арендную плату, которую тот был не в состоянии заплатить. После смерти Форда в 1702 г. его жена Бриджит обратилась в суд с требованием отправить Пенна в долговую тюрьму, но её жестокость имела неприятные последствия. Было немыслимо, чтобы такое лицо управляло крупной колонией, и в 1708 г. лорд-канцлер постановил, что «право выкупа заложенного имущества по-прежнему остаётся у Уильяма Пенна и его наследников».

### Обратно в Америку
После того, как решился спор с Фордом — тому было позволено сохранить получение ренты в ирландских поместьях в обмен на невмешательство в дела в Пенсильвании — Пенн почувствовал, что его положение достаточно улучшилось, чтобы вернуться в Пенсильванию. В сопровождении своей жены Ханны, дочери Летиции и секретаря Джеймса Логана, Пенн отплыл с острова Уайт на судне «Кентерберри» и достиг Филадельфии в декабре 1699 г. В том году он пишет «Плоды отцовской любви» — сочинение, адресованное детям, в котором он описывает божественный внутренний свет, благодаря которому дети могут «ясно увидеть вдохновлены ли их поступки, да и слова и мысли Богом, или нет».
Жители Филадельфии устроили Пенну сердечный приём. Он с радостью обнаружил, что город значительно изменился к лучшему за прошедшие 18 лет. Пенсильвания быстро росла, и число её жителей составляло 18100 человек, а Филадельфии — более 3000 человек. Филадельфия была зелёным городом. Мудро спланированные скверы и усадьбы делали город красивым и удобным для жизни. Магазины были полны товаров, что удовлетворяло требованиям богатых граждан и доказывало жизнеспособность американского рынка для английских товаров. Но особенно порадовала Пенна веротерпимость — представители разных религиозных общин жили здесь в мире и согласии. Несмотря на протесты фундаменталистов и фермеров, Пенн настаивал на открытости квакерских школ и гимназий для всех граждан, включая работников ферм. Высокий уровень грамотности и интеллектуальная открытость сделали Филадельфию лидером в области науки и медицины. Квакеры стали особенно известны заботой о психически больных, декриминализацией сумасшедших, они отказывались от наказаний и лишения свободы как способах лечения.
Со временем Пенну пришлось пересмотреть конституцию Пенсильвании, дать больше прав ассамблее, сделать законы жёстче. «Хартия привилегий» сменяет «Хартию свобод». Некоторые исследователи трудов Пенна утверждают, что он выступал против рабства, но это кажется маловероятным, поскольку он сам владел и даже сам торговал рабами, и его труды не содержат идею освобождения рабов. Тем не менее, он выступал за организацию хорошей медицинской помощи для рабов, за браки между рабами и урегулирование наказаний (хотя эти предложения были отклонены Советом). Другие квакеры, проживающие в Пенсильвании, были более активны в борьбе против рабства. Они стали первыми борцами за свободу рабов в Америке. Главой этого движения стал Даниэль Пасториус, основатель Джермантауна, штат Пенсильвания. Многие квакеры обязались освободить своих рабов после своей смерти, в том числе Пенн, а некоторые продали своих рабов неквакерам.
Семейство Пеннов занимало комфортную виллу в Пенсбери-Манор и собиралось прожить там остаток своих дней. Также Пеннам принадлежала усадьба в Филадельфии. В Америке родился младший сын Пенна — Джон.
Секретарём Пенна был Джеймс Логан. Пенн много времени проводил с семьёй в своём поместье, он был гостеприимным хозяином и часто устраивал приёмы для различных делегаций и представителей индейцев. Ханна, однако, не была довольна жизнью в качестве жены губернатора, ей больше нравилась простая жизнь, которую она вела в Англии. Когда в 1701 г. действия со стороны Франции поставили под угрозу вольности колонии, вся семья решила вернуться в Англию.

### Последние годы жизни
Пенн вернулся в Англию и сразу же оказался втянутым в финансовые и семейные проблемы. Он надеялся, что его старший сын Уильям станет его преемником в Америке, но тот вёл распутную жизнь, пренебрегая женой и двумя детьми, его карточные долги составляли несколько тысяч фунтов. В то время Пенн был не в состоянии уплатить карточные долги своего сына, так как его собственные финансы были не в порядке. В Америке он был должен около 30 000 фунтов стерлингов, он раздавал щедрые кредиты, которые не сумел заставить вернуть назад.
Хуже всего обстояли дела с Филиппом Фордом, тем финансовым консультантом, который обманул Пенна на тысячи фунтов, мошенничая с арендой ирландских земель Пенна. Он вымогал у Пенна деньги. Когда в 1702 году Форд умер, его вдова Бриджит пригрозила продать Пенсильванию, так как она была наследницей мужа и его прав на земли. Пенн послал сына Уильяма в Америку, чтобы разобраться с делами, но тот оказался столь же ненадёжным помощником как и в Англии. Имущественные споры ставили под угрозу конституцию Пенсильвании. В отчаянии Пенн попытался продать Пенсильванию Короне, прежде чем Бриджит Форд узнаёт о его планах. Пенн настаивал на том, что колония должна сохранить достигнутые гражданские свободы. Он не смог заключить сделку. Миссис Форд передала дело в суд. В возрасте 62 лет Пенн оказался в долговой тюрьме. Однако сочувственное отношение правящей верхушки к Пенну позволило перевести его под домашний арест, а Бриджит Форд была лишена права претендовать на Пенсильванию.
В 1712 году Беркли Кодд, эсквайр графства Сассекс в Делавэре оспорил права Пенна, полученные от герцога Йоркского. Уильям Пенн нанял адвоката Эндрю Гамильтона, чтобы представлять семью Пеннов. Успех Гамильтона в суде привёл к прочным дружеским отношениям между семьёй Пенна и Эндрю Гамильтоном. Пенн устал от политиканства и беспокойств, связанных с управлением Пенсильванией, но Логан умолял его не оставлять свою колонию из-за страха, что Пенсильвания может попасть в руки какого-нибудь оппортуниста, который сведёт на нет всё хорошее, что было достигнуто. Во время своей второй попытки продать Пенсильванию обратно Короне в 1712 году Пенн перенёс инсульт. Второй инсульт случился через несколько месяцев. Пенн был не в состоянии говорить или заботиться о себе. Кроме того, Пенн постепенно терял память. С 1713 года он превратился в прикованного к постели паралитика.
Уильям Пенн умер в 1718 году в своём доме в Раскомбе (англ.) в Беркшире, не имея ни гроша, и был похоронен в могиле рядом со своей первой женой на кладбище дома собраний близ Чалфонта в Бэкингемшире, в Англии. Его жена как единственная наследница оставалась де-факто владельцем Пенсильвании, пока не умерла в 1726 году.

## Семья
Сын адмирала Уильяма Пенна.
Первой женой Уильяма Пенна была Гулиельма Мария Постумас Спрингеттс (1644—1696), дочь Уильяма С. Спрингетта (приставка Постумас к её имени указывает на то, что её отец умер до её рождения) и леди Мэри Прауд Пенингтон. У них было двое сыновей и пять дочерей:
- Гулиельма Мария (1671/72 — до 1685)
- Мария Маргарет (умерла в младенчестве 1673/74)
- Спрингетт (1674/75—1696)
- Летиция (1678—1746), была замужем за Уильямом Обри
- Уильям, Дж. (1679/80—1720)
- безымянный сын (умер при рождении в 1682 г.)
- Гулиельма Мария (1685—1689)

После смерти Гулиельмы Уильям Пенн женился во второй раз на Ханне Маргарет Калоухилл (1671—1726), дочери Томаса Калоухилла и Анны (Ханны) Холистер. Свадьба состоялась, когда невесте исполнилось 25 лет, а Пенну — 52 года. За двенадцать лет брака у них родилось девять детей. Первый ребёнок умер при родах.
- безымянная дочь (1697)
- Джон (1699/00—1746), не был женат
- Томас (1700/01—1775), был женат на леди Джулиане Фермор, четвёртой дочери Томаса Фермора, первого графа Помфрета.
- Ханна (1671—1726)
- Маргарет (1704/05—1771)
- Сэр Ричард (1705—1771)
- Деннис (1705/06—1721/22)
- Ханна (1708—1709)
- Льюис (1707—1724)

## Наследие
После смерти Пенна Пенсильвания проделала путь от колонии, основанной на религиозных началах, до светского государства, где доминирует коммерция. Многие из правовых и политических инноваций Пенна укоренились, как, например, квакерская школа в Филадельфии, для которой Пенн написал два устава (1689 г. и 1701 г.). Некоторое время спустя она была переименована в Привилегированную школу им. Уильяма Пенна. «Хартия Пенна» хорошо известное учебное заведение, которое в настоящее время является старейшей в мире квакерской школой.
Вольтер хвалил Пенсильванию как единственное в мире государство, ответственное перед народом и уважающее права меньшинств. Конституция Пенна и другие его идеи позже были изучены Бенджамином Франклином и памфлетистом американской революции Томасом Пейном, чей отец был квакером.
Среди наследия Пенна было и нежелание навязывать квакерское управление Пенсильванией, что позволило ей развиваться как успешному «плавильному котлу». Кроме того, Томас Джефферсон и отцы-основатели адаптировали теорию Пенна о поправках к Конституции и привнесли своё видение того, что «все люди равны перед Богом» при формировании федерального правительства после Американской революции.
В дополнение к обширным политическим и религиозным трактатам Пенн написал около 1000 афоризмов, полных мудрых наблюдений о природе человека и нравственности.
Основанная Пенном Филадельфия продолжала процветать, став одним из самых густонаселённых колониальных городов Британской империи. Ко времени американской революции численность населения достигла около 30 тысяч. Филадельфия становится центром торговли, науки, медицины и политики. В XVIII веке с новой волной иммиграции сюда приехали немцы, а также шотландцы и ирландцы.
Семья Пенна сохранила право собственности на колонию Пенсильвании до Американской революции. Тем не менее, сын и преемник Уильяма Томас Пенн и его брат Джон отказались от веры своего отца и боролись за ограничение религиозной свободы (особенно для католиков и более поздних квакеров). Томас ослабил или устранил власть избираемого собрания, и управлял колонией через своих ставленников — губернаторов. Он был непримиримым противником Бенджамина Франклина и его демократических идеалов в годы, предшествовавшие революции. С помощью печально известной Walking Purchase («Блуждающей Покупки») 1737 г. Пенны обманули племя ленапе и выселили их со своих земель в долине Лихай.

## Посмертные почести
28 ноября 1984 г. Рональд Рейган президентским провозглашением номер 5284 (утверждённым актом Конгресса) объявил Уильяма Пенна и его вторую жену Ханну Калоухилл-Пенн почётными гражданами Соединённых Штатов Америки.
Бронзовая статуя Уильяма Пенна скульптора Александра Милна Колдера была установлена на башне мэрии Филадельфии. При её установке в 1894 г. статуя была самой высокой точкой в Филадельфии. Городской архитектор Эдмунд Бэкон произнёс тогда историческую фразу, что ни один джентльмен не должен строить здания выше «козырька шляпы Билли Пенна». Это правило просуществовало почти 100 лет, пока город не разрешил строить небоскрёбы. В марте 1987 г. One Liberty Place стало первым зданием, нарушившим его. За этим событием последовало «Проклятие Уильяма Пенна», и ни одна спортивная команда Филадельфии не могла выиграть ни одного крупного соревнования. Иногда во время состязаний статую украшали элементами одежды, но и это не помогало. Проклятие действовало до 2008 г., пока статуя Уильяма Пенна не была переставлена на вершину недавно построенного Comcast Center — самой высокой точки города. В этом году команда Филадельфии — «Филлис» выиграла в бейсбольной «Мировой серии».
Менее известная статуя Пенна расположена в Парке Договора Пенна, на месте, где он заключил договор с племенем ленапе. В 1893 году корпорация Hajoca — крупнейший частный оптовый дистрибьютор сантехники и оборудования для промышленного отопления — сделала статую своим товарным знаком.
Распространённым заблуждением является то, что улыбающийся квакер с коробок продукции Quaker Oats является изображением Уильяма Пенна. Quaker Oats Company заявила, что это не так. Это просто квакер, который немного напоминает Уильяма Пенна.
Уильям Пенн был изображён в 1941 г. в британском историческом фильме «Пенн Пенсильванский» режиссёра Ланса Камфорта, в роли Пенна снялся актёр Клиффорд Эванс.
Высшая школа Уильяма Пенна для девочек была включена в Национальный реестр исторических мест в 1986 г.
William Penn House — общежитие квакеров и центр для проведения конференций — было названо в честь Уильяма Пенна в 1966 г. Оно располагается в Доме квакеров и предназначено для гостей, посещающих Вашингтон, округ Колумбия, с целью участвовать в многочисленных акциях протеста и общественных мероприятиях.
Школа в Чигуэлле, где учился Пенн, назвала в честь него одно из своих отделений.
Школа Друзей Hobart назвала в честь Пенна один из своих классов.
С 1934 г. в Уиттиер-колледже существует Общество Уильяма Пенна.
Христианский Гуманитарный университет Джорджа Фокса учредил в 2014 г. почётную награду имени У. Пенна.